# Diphucephala carteri
Diphucephala carteri är en skalbaggsart som beskrevs av Blackburn 1906. Diphucephala carteri ingår i släktet Diphucephala och familjen Melolonthidae. Inga underarter finns listade i Catalogue of Life.